# Track of the Cat
Track of the Cat is een Amerikaanse western uit 1954 onder regie van William A. Wellman.

## Verhaal
De familie Bridges is door hevige sneeuwval geïsoleerd geraakt op hun boerderij in de bergen van Californië. Curt en zijn broer Arthur Bridges maken jacht op een poema, die de streek onveilig maakt. Intussen ontstaan er spanningen binnen het gezin. De toestand wordt alleen maar erger, wanneer ze het lijk van Arthur aantreffen.

## Rolverdeling
| Acteur         | Personage      |
| -------------- | -------------- |
| Robert Mitchum | Curt Bridges   |
| Teresa Wright  | Grace Bridges  |
| Diana Lynn     | Gwen Williams  |
| Tab Hunter     | Harold Bridges |
| Beulah Bondi   | Ma Bridges     |
| Philip Tonge   | Pa Bridges     |
| William Hopper | Arthur Bridges |
| Carl Switzer   | Joe Sam        |